# Anagrafe nazionale degli studenti e dei laureati
L'anagrafe nazionale degli studenti e dei laureati è un archivio amministrativo del governo italiano che raccoglie le informazioni relative agli studenti universitari iscritti ai corsi di studio, attivi presso le università in Italia, nonché presso le istituzioni scolastiche.

## Storia
Istituita nel 2004, ai sensi dell'art. 1-bis del decreto legge 9 maggio 2003 n. 105, convertito in legge 11 luglio 2003 n. 170, venne resa operativa con decreto del MIUR n. 9 del 30 aprile 2004. Successivamente l’art. 3 del d.lgs. 15 aprile 2005, 76 ne ha allargato l'ambito anche al primo e secondo ciclo di istruzione. Ulteriori decreti ministeriali ne hanno chiarito aspetti tecnici  applicativi e strutturali.

## Dati raccolti
Riguardo ai dati raccolti per le istituzioni universitarie, il decreto legge del 2003 all'art. 1-bis, comma 2, prevede che:
È prevista la trasmissione periodica delle informazioni sulle carriere degli studenti iscritti a corsi di laurea (laurea triennale, laurea specialistica e laurea magistrale), attivati dall'anno accademico 2001/2002 in poi. Sono inoltre rese disponibili tutta una serie di statistiche relative ad immatricolati, iscritti e laureati, suddivise per anno accademico e per ateneo, consultabili pubblicamente presso il relativo sito ministeriale.
Riguardo invece ai dati per i cicli di istruzione obbligatoria, sono presenti informazioni relativi agli alunni frequentanti gli istituti scolastici, sia pubblici che privati a partire dalla scuola primaria, nonché gli esiti finali della scuola secondaria di secondo grado; in una sezione separata sono invece raccolti dati sensibili relativi agli studenti con disabilità.